# 키스데이
키스데이(영어: Kiss Day)는 연인들이 서로의 마음을 다시 한번 확인하는 뜻에서 키스를 나누는 날이다. 대한민국에서는 매년 6월 14일에 기념된다.
2월 14일의 밸런타인데이, 3월 14일의 화이트데이와 달리, 키스데이의 기원은 분명하지 않다. 국립국어원의 신어 자료집에는 2004년 '사전 등재어'로 포함되었다.